# نيكولاي هيغ
نيكولاي هيغ (بالدنماركية: Nicolai Høgh)‏ هو لاعب كرة قدم دنماركي في مركز الدفاع، ولد في 9 نوفمبر 1983 في Næsbjerg ‏ في الدنمارك. شارك مع منتخب الدنمارك تحت 19 سنة لكرة القدم ومنتخب الدنمارك تحت 20 سنة لكرة القدم ومنتخب الدنمارك تحت 21 سنة لكرة القدم. أما مع النوادي، فقد لعب مع نادي إيسبيرغ ونادي فوليرينغا.

## وصلات خارجية
- نيكولاي هيغ على موقع قاعدة بيانات كرة القدم.إي يو (الإنجليزية)
- نيكولاي هيغ على موقع Soccerway.com (الإنجليزية)